# جایزه ادبی لامدا
جایزه ادبی لامدا (انگلیسی: Lambda Literary Award) سالانه توسط بنیاد ادبی لامدا در ایالات متحده آمریکا به کارهای منتشرشده که به افراد ال‌جی‌بی‌تی پرداخته‌اند، اهدا می‌شود. شاخه‌های آن شامل طنز، عاشقانه و زندگی‌نامه می‌باشد. تنها کتاب‌هایی که در یک سال گذشته در ایالات متحده آمریکا منتشر شده‌اند بررسی می‌شوند. بنیاد ادبی لامدا هدفش را «بزرگداشت ادبیات ال‌جی‌بی‌تی و فراهم کردن منابعی برای نویسندگان، خوانندگان، کتاب‌فروشان، ناشران، و کتاب‌داران – تمام جامعهٔ ادبی» معرفی می‌کند. این جوایز در سال ۱۹۸۸ بنیان‌گذارده شدند.
این برنامه از ۱۴ جایزه در سال نخست، به ۲۲ جایزه در زمان حال گسترش یافته‌است. برخی از شاخه‌های نخستین مانند ایدز حذف شدند در حالی که شاخه‌هایی برای دوجنس‌گرایی و تراجنسیتی افزوده شدند. در هر دوی این شاخه‌ها ممکن است یک یا دو جایزه داده شود که بستگی به تعداد نامزدان دارد. چنانچه تعداد نامزدان به حد نصاب برسد، جایزه‌ها به دو شاخهٔ ادبی و غیر ادبی تقسیم می‌شوند، در غیر اینصورت یک جایزه داده می‌شود که هر دو ادبیات داستانی و غیر داستانی را شامل می‌شود.
علاوه بر جایزه‌های ادبی نخستین، بنیاد ادبی لامدا برخی از جایزه‌ها را به صورت ویژه اهدا می‌کند. جایزهٔ پیشگام به‌عنوان جایزهٔ یک عمر دستاورد به چهره‌ای متفاوت در تاریخ ال‌جی‌بی‌تی اهدا می‌شود. جایزهٔ سازندهٔ پل به شخصی داده می‌شود که صرف نظر از گرایش جنسی‌اش به دفاع از حقوق افراد ال‌جی‌بی‌تی پرداخته است. جایزهٔ معتمد به نویسنده‌ای داده می‌شود که در آگاه‌سازی دربارهٔ زندگی ال‌جی‌بی‌تی نقش قابل توجهی داشته‌است.

## شاخه‌ها
- ادبیات دوجنس‌گرایی یا ادبیات داستانی، ادبیات غیرداستانی دوجنس‌گرایی
- ادبیات عاشقانهٔ همجنس‌گرایی مردانه
- ادبیات داستانی همجنس‌گرایی مردانه
- زندگی‌نامه یا خاطره‌نویسی همجنس‌گرایی مردانه
- ادبیات معمایی همجنس‌گرایی مردانه
- شعر همجنس‌گرایی مردانه
- ادبیات رمانتیک همجنس‌گرایی مردانه
- ادبیات عاشقانهٔ همجنس‌گرایی زنانه
- ادبیات داستانی همجنس‌گرایی زنانه
- زندگی‌نامه یا خاطره‌نویسی همجنس‌گرایی زنانه
- ادبیات معمایی همجنس‌گرایی زنانه
- شعر همجنس‌گرایی زنانه
- ادبیات رمانتیک همجنس‌گرایی زنانه
- گلچین ادبی ال‌جی‌بی‌تی
- نوجوانان و کودکان ال‌جی‌بی‌تی
- نخستین کار ال‌جی‌بی‌تی ها
- نمایش‌نامهٔ ال‌جی‌بی‌تی
- رمان تصویری ال‌جی‌بی‌تی
- ادبیات غیرداستانی ال‌جی‌بی‌تی
- ادبیات علمی تخیلی، یا وحشت ال‌جی‌بی‌تی
- مطالعات ال‌جی‌بی‌تی
- ادبیات تراجنسیتی یا ادبیات داستانی تراجنسیتی، ادبیات غیر داستانی تراجنسیتی